# 帕克城 (犹他州)
帕克城（英文：Park City），是美国犹他州萨米特县下属的一座城市。建市于 1869年，面积大约为17.57平方英里（45.5平方公里），海拔约为7,000英尺（2,100米）。根据2010年美国人口普查，该市有人口7,558人。作為旅遊熱點，帕克城每年平均為猶他州帶來5.3億美元的收益，當中8千萬美元來自圣丹斯电影节。該市有兩座主要的滑雪場，分別為鹿谷滑雪場和帕克市山城滑雪場。2008年，帕克城獲《福布斯旅遊雜誌》評為美國20個最美麗市鎮之一。